# آنورورو
آنورورو (به لاتین: Anororo) یک منطقهٔ مسکونی در ماداگاسکار است که در آلائوترا-مانگورو واقع شده‌است. آنورورو ۱۴٬۹۹۲ نفر جمعیت دارد.